# Garden of Eden (Lady Gaga-dal)
Az Garden of Eden Lady Gaga amerikai énekesnő dala, amely 2025. március 7-én jelent meg az Interscope Records gondozásában, Gaga Mayhem (2025) című stúdióalbumának harmadik számaként.

## Kiadás és népszerűsítés
Mayhem című stúdióalbumának bejelentését követően Gaga 2025. február 18-án, a tracklista részeként fedte fel a dal címét. A dal szövege már egy nappal korábban felkerült a hivatalos weboldalára egy sor rejtélyes teaser formájában. Március 5-én egy ESPN-reklámon keresztül adott ízelítőt a dalból, amelyben a dal Forma-1-es versenyekről készült klipek és montázsok alatt hangzik el.

## Kompozíció
A Garden of Eden egy elektro, szintipop, és dance-pop szám amelynek társproducere a francia DJ Gesaffelstein volt, és amely kombinálja néhány korábbi munkájának hatásait, többek között a The Fame (2008), a Born This Way (2011) és az Artpop (2013) albumokról. Az „eklektikus” klubdalban az énekesnő „kiterjedt karrierjéből” származó ötleteket épít be, miközben „belerohan a 2000-es évek popjába”, és kéri, hogy kövessék őt.

## A kritikusok értékelései
Megjelenésekor a Garden of Eden pozitív kritikákat kapott a zenei kritikusoktól, sokan kiemelkedőnek ítélték a dalt. Az album összes dalát rangsorolva a Billboard számára Stephen Daw a második helyre tette, és „A+ pop gyöngyszemnek” nevezte a számot, valamint „az összes olyan hangzás egyvelegének, amely segített Gagát azzá az ikonná tenni, aki”. Alexis Petridis a The Guardian-tól úgy értékelte a dalt, mint a „múló klubvilági összejövetelek” példáját, ami lélekemelő. A Vogue szerkesztője, Christian Allaire az album két szexi popdalának egyikeként emelte ki, amely „biztosan sláger lesz az összes melegklubban”. A Pitchfork kritikájában Walden Green dicsérte a számot, amelyen „Gaga MDMA-t, kilenc hüvelykes tűsarkú cipőket és egy kis jó öreg istenkáromlást idéz, az eredeti bűn helyszínét egy raktári rave partiként képzelve el, ahol Isten van a DJ-pultban”.
Alexa Camp a Slant Magazine-nál úgy vélte, hogy a szám „egy kísérlet arra, hogy felelevenítse a The Fame-ből származó zűrös partilányos stílusát”, „olyan szégyentelenséggel, mintha valaki feleannyi idős lenne nála”. A Variety munkatársa, Steven J. Horowitz odáig ment, hogy azt mondta, a dal „annyira illeszkedik ehhez az esztétikához”, hogy akár a The Fame, akár a The Fame Monster (2009) című lemezen is megjelenhetett volna.

## Kereskedelmi teljesítmény
A Garden of Eden a 31. helyen debütált a Billboard Global 200-as listáján. Az Egyesült Államokban a Billboard Hot 100-as listán az 52. helyet érte el, a Hot Dance/Pop Songs listán pedig a harmadik helyen végzett. A dal több mint 25 országban felkerült a listákra, többek között Új-Zélandon a negyedik, Japánban a 11., az Egyesült Királyságban a 23., Írországban a 31., Kanadában pedig a 43. helyen szerepelt.

## Élő előadások
Gaga először a Mayhem 2025-ös promóciós koncertjein adta elő élőben a Garden of Eden című dalt, amelynek keretében fellépett a 2025-ös Coachella fesztiválon is. A szám alatt az egész színpad zöldbe borult, és Gaga gitározott a dalhoz. Az NME megjegyezte, hogy a szám „operai átdolgozást kapott”. A promóciós koncertekhez hasonlóan, a dal az azt követő arénaturné műsorlistáján is szerepelt.

## Helyezések
| Lista (2025)                                     | Legjobb helyezés |
| ------------------------------------------------ | ---------------- |
| Ausztrália (ARIA)                                | 77               |
| Brazília (Brasil Hot 100)                        | 47               |
| Csehország (Singles Digitál Top 100)             | 77               |
| Dél-Korea Download (Circle)                      | 179              |
| Egyesült Államok Hot 100 (Billboard)             | 52               |
| Egyesült Államok Hot Dance/Pop Songs (Billboard) | 3                |
| Egyesült Királyság (OCC)                         | 23               |
| Finnország (Suomen virallinen lista)             | 36               |
| Franciaország (SNEP)                             | 82               |
| Global 200 (Billboard)                           | 31               |
| Görögország International (IFPI)                 | 17               |
| Hollandia (Single Top 100)                       | 75               |
| Írország (IRMA)                                  | 31               |
| Japán Hot Overseas (Billboard Japan)             | 11               |
| Kanada (Canadian Hot 100)                        | 43               |
| Lengyelország (Polish Streaming Top 100)         | 51               |
| Lettország Airplay (LaIPA)                       | 11               |
| Litvánia (AGATA)                                 | 60               |
| Litvánia Airplay (TopHit)                        | 64               |
| Németország (GfK)                                | 92               |
| Olaszország (FIMI)                               | 97               |
| Portugália (AFP)                                 | 51               |
| Spanyolország (PROMUSICAE)                       | 84               |
| Svájc (Schweizer Hitparade)                      | 43               |
| Svédország (Sverigetopplistan)                   | 92               |
| Szingapúr (RIAS)                                 | 16               |
| Szlovákia (Singles Digitál Top 100)              | 65               |
| Új-Zéland Hot Singles (RMNZ)                     | 4                |

## Fordítás
Ez a szócikk részben vagy egészben  a   Garden of Eden (Lady Gaga song) című angol Wikipédia-szócikk fordításán alapul.  Az eredeti cikk szerkesztőit annak laptörténete sorolja fel. Ez a jelzés csupán a megfogalmazás eredetét és a szerzői jogokat jelzi, nem szolgál a cikkben szereplő információk forrásmegjelöléseként.